# Януш Купцевич
Януш Богдан Купцевич (пол. Janusz Bogdan Kupcewicz; 9 грудня 1955, Гданськ, Польща — 4 липня 2022) — польський футболіст та тренер, виступав на позиції півзахисника. Виступав за збірну Польщі. Бронзовий призер чемпіонату світу 1982 року.

## Клубна кар'єра
Народився в Гданську. Футболом розпочав займатися в 1964 році в клубі «Вармія» (Ольштин), у 1968 році перейшов до іншого ольштинського клубу — ОКС Стоміл. У складі цієї команди дебютував у дорослому футболі.
У 1974 році прийшов у команду «Арка», яка стала його першою командою з вищої ліги Польщі. У першому сезоні зайняв разом з командою останнє місце й вибув до другої ліги. Через рік виграв розіграш другої ліги і знову повернувся до вищого дивізіону. У 1979 році став володарем Кубка Польщі. У фіналі «Арка» обіграла краківську «Віслу» з рахунком 2:1, а сам Купцевич став автором одного з голів у фіналі. У 1982 році перейшов у «Лех» після того як «Арка» вилетіла до другої ліги. У «Леху» провів один-єдиний сезон, в якому відразу став чемпіоном Польщі. Після цього вирушив до французького «Сент-Етьєну». Але в першому ж сезоні «Сент-Етьєн» вилетів у Лігу 2. Відігравши ще один сезон у другій французькій лізі Купцевич вирушив в грецьку «Ларису», а наступного року повернувся до Польщі, в клуб «Лехія», провівши два роки на батьківщині Купцевич поїхав до турецького «Аданаспору», в якому наступного року й завершив свою кар'єру.

## Кар'єра в збірній
У збірної Польщі Януш Купцевич дебютував 24 березня 1976 року в товариському матчі зі збірною Аргентини, який завершився поразкою поляків з рахунком 1:2. У 1978 році Купцевич, який мав в активі лише два матчі за збірну вирушив на чемпіонат світу, весь турнір він просидів у запасі, а поляки вибули з розіграшу після другого раунду. У 1982 році вирушив на свій другий чемпіонат світу, пропустивши перші два матчі, він зіграв у всіх решти п'яти поєдинках своєї збірної. На тому чемпіонаті поляки завоювали бронзові медалі, обігравши в матчі за третє місце збірну Франції з рахунком 3:2, і саме Купцевич забив переможний м'яч своєї збірної. Свій останній поєдинок за збірну Януш провів 22 травня 1983 року в відбірковому матчі чемпіонату Европи 1984 зі збірною СРСР, той матч завершився нічиєю з рахунком 1:1. Всього ж за збірну Януш Купцевич зіграв 20 матчів, в яких відзначився 5 голами.

## Кар'єра тренера та політична діяльність

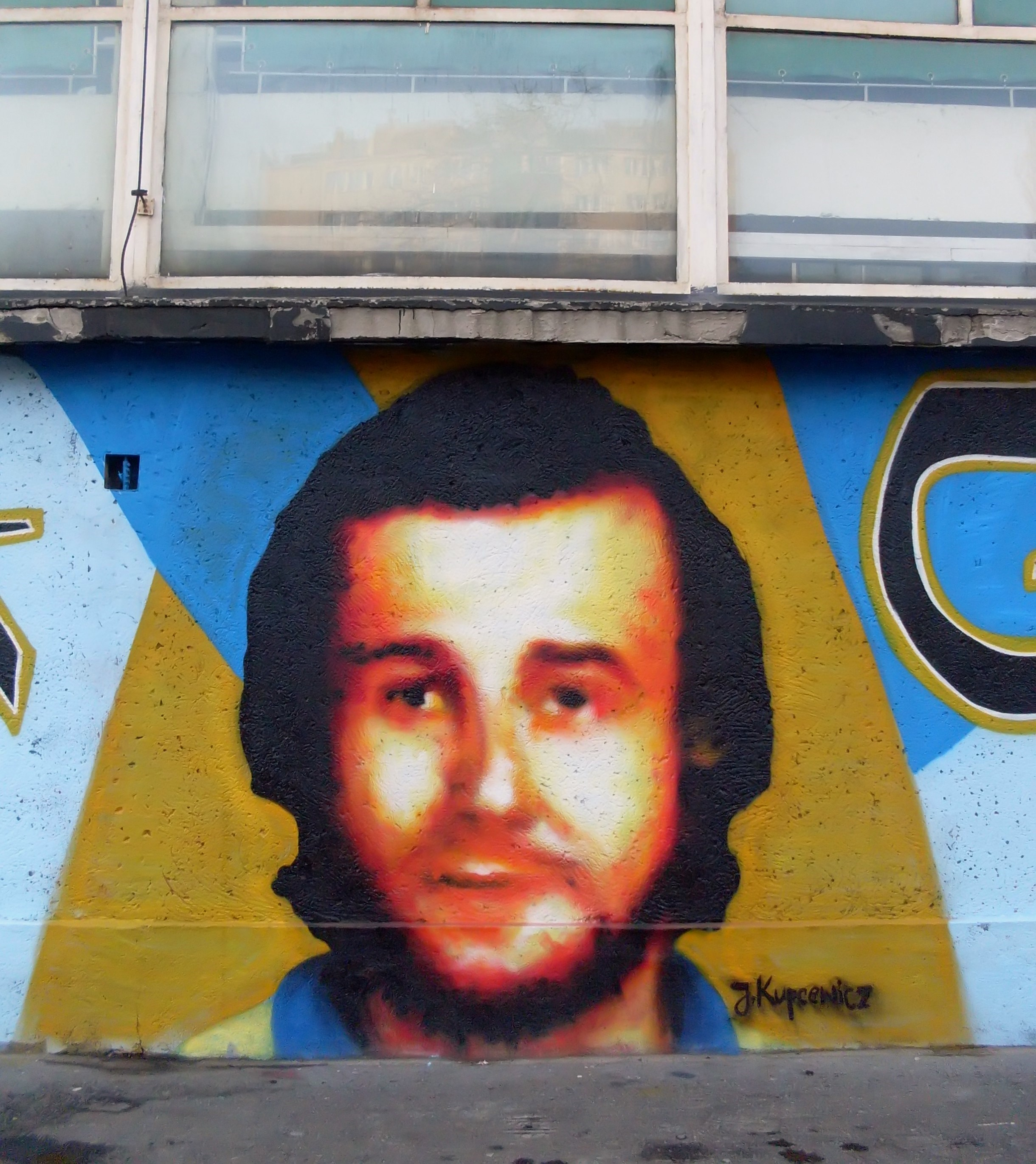
Мурал в Гдині

По завершенні кар'єри гравця розпочав тренерську діяльність. З 1993 по 1994 рік футзальну збірну Польщі. У 1995 році очолював гданську «Лехію». З 1999 по 2001 рік допомагав тренувати молодіжну збірну Польщі. Потім був головним тренером «Картузії» (Картузи). На даний час він працює тренером клубу п'ятої ліги польського чемпіонату Радунії (Стежиця) в Померанському воєводстві та вчителем фізкультури в початковій школі № 10 у Гдині.
Був членом Громадянської платформи. За її списку успішно проходив за міської ради Гдині в 2006 році та Сейму в 2007 році. Після цього за списками Польської селянської партії також безуспішно балотувався до Сеймику Поморського воєводства у 2010 році та до Сейму в 2011 році, а в 2014 році отримав мандат радника сеймика. У 2015 році він знову балотувався Сейму. Тим часом він приєднався до ПСЛ. У 2018 році він не відновив мандат радника.

## Статистика

### У збірній
{{Hider
|title = Матчі й голи Януша Купцевича за збірну Польщі
|hidden = 1
|frame-style = width: 100%
|content =
 class="wikitable" style="font-size: 95 %"
| №  | Дата              | Місце проведення | Суперник   | Рахунок | Голи | Турнір                      |
| 1  | 24 березня 1976   | [[{j;ed]]        | Аргентина  | 1:2     | -    | Товариський матч            |
| 2  | 12 листопада 1977 | Вроцлав          | Швеція     | 2:1     | -    | Товариський матч            |
| 3  | 30 серпня 1978    | Гельсінкі        | Фінляндія  | 1:0     | -    | Товариський матч            |
| 4  | 11 жовтня 1978    | Бухарест         | Румунія    | 0:1     | -    | Товариський матч            |
| 5  | 12 листопада 1980 | Барселона        | Іспанія    | 2:1     | -    | Товариський матч            |
| 6  | 19 листопада 1980 | Краків           | Алжир      | 5:1     | 1    | Товариський матч            |
| 7  | 2 травня 1981     | Хожув            | НДР        | 1:0     | -    | Відбірковий матч до ЧС 1982 |
| 8  | 24 травня 1981    | Бидгощ           | Ірландія   | 3:0     | -    | Товариський матч            |
| 9  | 2 вересня 1981    | Хожув            | Німеччина  | 0:2     | -    | Товариський матч            |
| 10 | 23 вересня 1981   | Лісабон          | Португалія | 0:2     | -    | Товариський матч            |
| 11 | 22 червня 1982    | Ла-Корунья       | Перу       | 5:1     | -    | Чемпіонат світу 1982        |
| 12 | 28 червня 1982    | Барселона        | Бельгія    | 3:0     | -    | Чемпіонат світу 1982        |
| 13 | 4 липня 1982      | Барселона        | СРСР       | 0:0     | -    | Чемпіонат світу 1982        |
| 14 | 8 липня 1982      | Барселона        | Італія     | 0:2     | -    | Чемпіонат світу 1982        |
| 15 | 10 липня 1982     | Аліканте         | Франція    | 3:2     | 1    | Чемпіонат світу 1982        |
| 16 | 31 серпня 1982    | Париж            | Франція    | 4:0     | 2    | Товариський матч            |
| 17 | 8 вересня 1982    | Куопіо           | Фінляндія  | 3:2     | 1    | Відбірковий матч до ЧЄ 1984 |
| 18 | 23 березня 1983   | Лодзь            | Болгарія   | 3:1     | -    | Товариський матч            |
| 19 | 17 квітня 1983    | Варшава          | Фінляндія  | 1:1     | -    | Відбірковий матч до ЧЄ 1984 |
| 20 | 22 травня 1983    | Хожув            | СРСР       | 1:1     | -    | Відбірковий матч до ЧЄ 1984 |

|title-style = color: red; background-color: white
|content-style = text-align: left
}}
Загалом: 20 матчів / 5 голів; 12 перемог, 3 нічиїх, 5 поразок.

## Досягнення

### Командні
«Арка»
- Кубок Польщі
  -  Володар (1): 1979

- Друга ліга Польщі
  -  Чемпіон (1): 1976

«Лех»
- Перша ліга Польщі
  -  Чемпіон (1): 1983

- Суперкубок Польщі
  -  Фіналіст (1): 1983

збірна Польщі
- Чемпіонат світу
  -  Бронзовий призер (1): 1982